# Bandagistloven
Bekendtgørelse af lov om bandagister (i daglig tale blot Bandagistloven) var indtil 1. januar 2007 den lov, hvori bandagisternes virke samt autorisations- og videreuddannelsesbestemmelser var beskrevet.
1. januar 2007 blev Bandagistloven afløst af Autorisationsloven – Lov om autorisation af sundhedspersoner og om sundhedsfaglig virksomhed – hvor bandagisters virke samt autorisations- og videreuddannelsesbestemmelser beskrives i § 63.

## Eksterne kilder og henvisninger
- Bekendtgørelse af 10. juni 2003 af lov om bandagister (gældende indtil 1. januar 2007)
- Bekendtgørelse af 22. maj 2006 af lov om autorisation af sundhedspersoner m.m., § 63 (gældende siden 1. januar 2007)